# Pupyon
El pupyon es una variedad de ttok (pastel de arroz coreano) consistente en masa de harina de arroz glutinoso con un relleno dulce y cubierta de komul, un tipo de judía molida. Es una especialidad local de la provincia de Kyongsang, al sureste de la península de Corea.